# Жан Брюн
Жан Брюн (нар. 25 жовтня 1869, Тулуза, — 25 листопада 1930, Булонь-сюр-Сен) — французький географ, учень Відаля де ла Блаша.

## Життєпис
Закінчив університет в Парижі (1892). Викладав в університетах Фрібура та Лозанни (Швейцарія), професор Коллеж де Франс (після 1912). Один з перших теоретиків французької школи географії людини.
Жан Брюн не тільки поглибив ідеї Відаля щодо географії людини і сприяв їх утвердженню у Франції, з його ім'ям пов'язано також поширення цих ідей в інших країнах. Брюн створив класифікацію, яка полегшила сприйняття і засвоєння уявлень Відаля при їх вивченні. За словами Брюна, найбільше значення в розумінні географії людини мають дві світові карти: карта розподілу вод суші та карта розподілу населення.

## Наукові праці
- «Географія людини», у 3-ох томах, 1934
- «Географія людини у Франції», у 2-ох томах, 1920—1926.